# Stora mossen (Stockholms tunnelbana)
Stora mossen ist eine oberirdische Station der Stockholmer U-Bahn. Sie befindet sich im Stadtteil Ulvsunda. Die Station wird von der Gröna linjen des Stockholmer U-Bahn-Systems bedient. Sie gehört zu den eher mäßig frequentierten Stationen des U-Bahn-Netzes. An einem normalen Werktag steigen 3.000 Pendler hier zu.
Die Station wurde am 26. Oktober 1952 als 25. Station in Betrieb genommen, als der U-Bahn-Abschnitt Hötorget–Vällingby eingeweiht wurde. Die Bahnsteige befinden sich oberirdisch, direkt neben der Schnellstraße Drottningholmsvägen. Die Station liegt zwischen den Stationen Alvik und Abrahamsberg. Bis zum Stockholmer Hauptbahnhof sind es etwa fünf Kilometer.

## Reisezeit
| Linie | bis Station     | Reisezeit | bis Station                          | Reisezeit                  |
| 17    | Åkeshov         | 6 min     | Alvik T-Centralen Gamla stan Slussen | 3 min 16 min 17 min 19 min |
| 17    | Skarpnäck       | 35 min    | Alvik T-Centralen Gamla stan Slussen | 3 min 16 min 17 min 19 min |
| 19    | Hässelby strand | 18 min    | Alvik T-Centralen Gamla stan Slussen | 3 min 16 min 17 min 19 min |
| 19    | Hagsätra        | 38 min    | Alvik T-Centralen Gamla stan Slussen | 3 min 16 min 17 min 19 min |